# Folke Wickström
Folke Johan Wickström, född 17 juli 1939 i Mariehamn, död 26 mars 2018 i Mariehamn, var en åländsk arkitekt och författare. 
Wickström utexaminerad från Tekniska högskolan i Helsingfors 1966. Han var anställd vid Reima och Raili Pietiläs arkitektbyrå i Helsingfors 1964–1966 och sektionschef vid Helsingfors generalplansavdelning 1968–1974. Sin stora insats gjorde han som stridbar stadsarkitekt i Mariehamn 1974–2006. Han kämpade hårt för att bevara äldre trähusbebyggelse och kom att sätta sin prägel på det nya byggnadsskicket i varsamt traditionell stil. Han ritade många hus i Mariehamn och på den åländska landsbygden. Bland hans arbeten, byggda för att samspela med den omkringliggande naturen, märks Ålands jakt- och fiskemuseum i Eckerö (1995), Baltichallen (1998), skärgårdsmuseet i Lappo, Brändö, och finansmannen Anders Wiklöfs storslagna anläggning Andersudde (1993–2006) på Järsö i Lemland. Wickström blev flerfaldigt belönad för sin kulturinsats, bland annat med Finlands Arkitektförbunds pris 1984 och Ålands kulturstiftelses pris 1988. 
Wickström var från 1966 gift med arkitekten Gunda Åbonde-Wickström, som 1980–1990 var åländsk regionplanschef.